# Probolus discolor
Probolus discolor är en stekelart som beskrevs av Heinrich 1974. Probolus discolor ingår i släktet Probolus, och familjen brokparasitsteklar. Inga underarter finns listade.